# Leichtathletik-Europameisterschaften 1962/Stabhochsprung der Männer

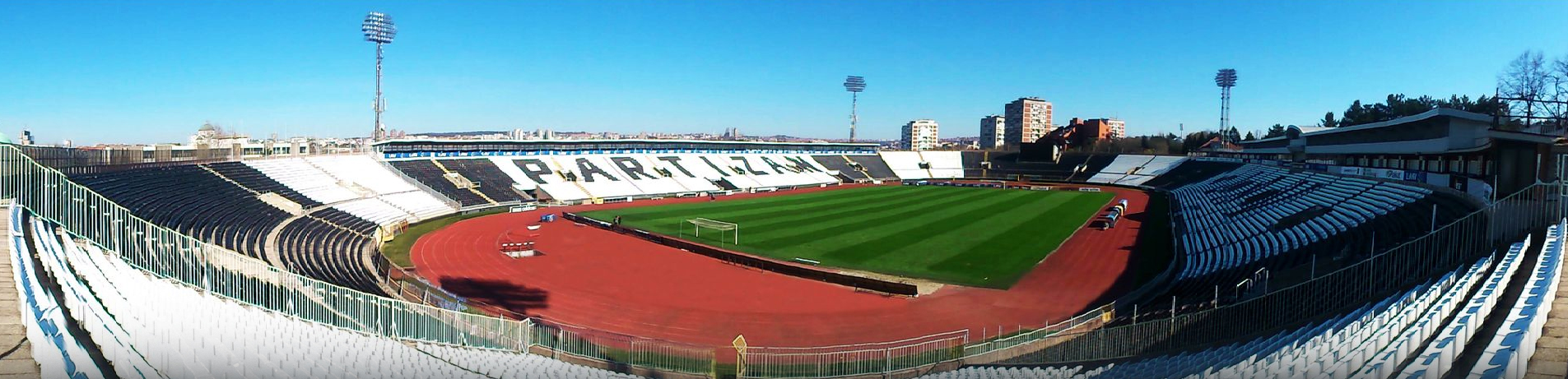
Panoramablick auf das Partizan-Stadion 2014 – 52 Jahre
nach den dortigen Europameisterschaften

Der Stabhochsprung der Männer bei den Leichtathletik-Europameisterschaften 1962 wurde am 13. und 15. September 1962 im Belgrader Partizan-Stadion ausgetragen.
Es waren die ersten internationalen Meisterschaften, bei denen eine neue revolutionäre Technik den Beginn einer enormen Leistungssteigerung einleitete. Seit 1961 wurden die im Stabhochsprung zuvor benutzten Holz-, Bambus- und zuletzt Metallstäbe abgelöst durch die neuartigen Glasfiberstäbe, die durch ihre Biegsamkeit die Anlaufenergie der Athleten deutlich besser aufnahmen und wieder abgaben als die früheren starren Stäbe.
Mit Gold und Bronze gewannen Finnlands Stabhochspringer zwei Medaillen in diesem Wettbewerb. Europameister wurde der Weltrekordinhaber Pentti Nikula. Er gewann vor dem Tschechoslowaken Rudolf Tomášek. Bronze ging an Kauko Nyström.

## Rekorde

### Bestehende Rekorde
| Weltrekord   | 4,94 m | Pentti Nikula    | Kauhava, Finnland      | 22. Juni 1962   |
| Europarekord | 4,94 m | Pentti Nikula    | Kauhava, Finnland      | 22. Juni 1962   |
| EM-Rekord    | 4,50 m | Eeles Landström  | EM Stockholm, Schweden | 22. August 1958 |
| EM-Rekord    | 4,50 m | Ragnar Lundberg  | EM Stockholm, Schweden | 22. August 1958 |
| EM-Rekord    | 4,50 m | Wladimir Bulatow | EM Stockholm, Schweden | 22. August 1958 |

### Rekordverbesserungen
Aufgrund der hier bei einer großen internationalen Meisterschaft erstmals eingesetzten Glasfibersprungstäbe lag das Niveau deutlich höher als bei vergleichbaren Wettbewerben in der Vergangenheit. Im Finale am 15. September wurden zwei neue Rekorde aufgestellt:
- Meisterschaftsrekord: 4,80 m – Pentti Nikula (Finnland)
- Landesrekord: 4,80 m – Roman Lešek (Tschechoslowakei)

## Qualifikation
13. September 1962
Die 23 Teilnehmer traten zu einer gemeinsamen Qualifikationsrunde an. Die Qualifikationshöhe für den direkten Finaleinzug betrug 4,40 m. Vierzehn Athleten übertrafen diese Marke (hellblau unterlegt) und zogen in das Finale ein.
| Platz | Name                  | Nation           | Höhe (m) |
| ----- | --------------------- | ---------------- | -------- |
| 1     | Janusz Gronowski      | Polen            | 4,40     |
| 1     | Klaus Lehnertz        | Deutschland      | 4,40     |
| 1     | Maurice Houvion       | Frankreich       | 4,40     |
| 1     | Günter Malcher        | Deutschland      | 4,40     |
| 1     | Kauko Nyström         | Finnland         | 4,40     |
| 1     | Ihor Petrenko         | Sowjetunion      | 4,40     |
| 1     | Risto Ankio           | Finnland         | 4,40     |
| 1     | Kjell Hovik           | Norwegen         | 4,40     |
| 1     | Roman Lešek           | Tschechoslowakei | 4,40     |
| 1     | Bernard Balastre      | Frankreich       | 4,40     |
| 1     | Manfred Preußger      | Deutschland      | 4,40     |
| 1     | Petre Astafei         | Rumänien         | 4,40     |
| 1     | Rudolf Tomášek        | Tschechoslowakei | 4,40     |
| 1     | Pentti Nikula         | Finnland         | 4,40     |
| 15    | Gérard Barras         | Schweiz          | 4,30     |
| 16    | Mirko Kuzmanović      | Jugoslawien      | 4,30     |
| 17    | Dimitar Chlebarow     | Bulgarien        | 4,30     |
| 18    | Mikael Schie          | Norwegen         | 4,20     |
| 19    | Franc Rojko           | Jugoslawien      | 4,20     |
| 20    | Reidulv Førde         | Norwegen         | 4,20     |
| 21    | Christos Papanikolaou | Griechenland     | 4,20     |
| 22    | Valbjörn Þorláksson   | Island           | 4,10     |
| 23    | Roland Gras           | Frankreich       | 4,00     |

## Finale

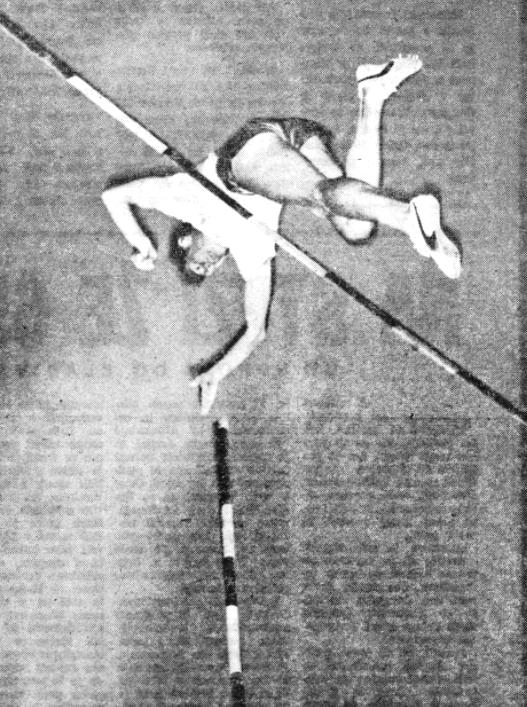
Roman Lešek erreichte Platz sechs
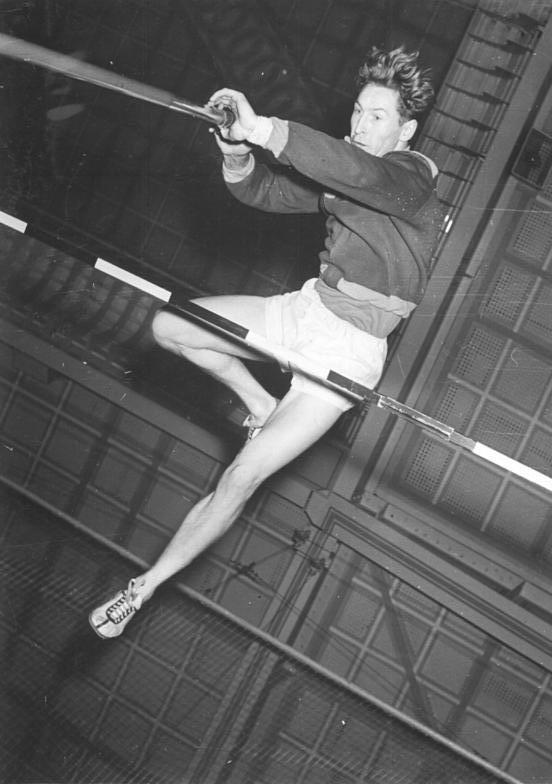
Manfred Preußger kam auf den achten Platz – später bei den Olympischen Spielen 1964 wurde er Vierter

15. September 1962, 14.00 Uhr
| Platz | Name             | Nation           | Höhe (m) |
| ----- | ---------------- | ---------------- | -------- |
| 1     | Pentti Nikula    | Finnland         | 4,80 CR  |
| 2     | Rudolf Tomášek   | Tschechoslowakei | 4,60000  |
| 3     | Kauko Nyström    | Finnland         | 4,60000  |
| 4     | Risto Ankio      | Finnland         | 4,55000  |
| 5     | Maurice Houvion  | Frankreich       | 4,55000  |
| 6     | Roman Lešek      | Tschechoslowakei | 4,55 NR  |
| 7     | Günter Malcher   | Deutschland      | 4,50000  |
| 8     | Manfred Preußger | Deutschland      | 4,50000  |
| 9     | Bernard Balastre | Frankreich       | 4,50000  |
| 10    | Ihor Petrenko    | Sowjetunion      | 4,40000  |
| 11    | Petre Astafei    | Rumänien         | 4,40000  |
| 12    | Kjell Hovik      | Norwegen         | 4,40000  |
| 13    | Klaus Lehnertz   | Deutschland      | 4,30000  |
| 14    | Janusz Gronowski | Polen            | 4,30000  |